# Šiškovci
Šiškovci – wieś we wschodniej Chorwacji, w żupanii vukowarsko-srijemskiej, w gminie Cerna. W 2011 roku liczyła 804 mieszkańców.
We wsi funkcjonuje klub piłkarski NK Budućnost Šiškovci.
We wsi urodził się chorwacki teolog Josip Blažević.